# Пейдж и Плант
Пейдж и Плант (на английски: Page and Plant) е дует сформиран от създателите на британската рок група „Лед Зепелин“ – Джими Пейдж и Робърт Плант, в средата на 90-те двамата записват музика и организират музикални изяви под името Пейдж и Плант. Групата е създадена през 1994 г., след като записват изключително успешен музикален албум и организират световно турне. Те записват и втори албум, последван също от световно турне, преди групата да бъде разформирована. По-късно през 2001 г., групата за кратко е възобновена.

## Членове
- Джими Пейдж – акустична и електрическа китара, мандолина и продуцент
- Робърт Плант – вокали и продуцент

### Допълнителни музиканти
- Порл Томпсън – китара, банджо
- Найджъл Итън – хърди гърди
- Чарли Джонс – бас китара, перкусии
- Майкъл Лий – барабани, перкусии
- Ед Шийрмър – оркестрални аранжименти, орган
- Джим Сътърланд – мандолина, бодран

## Дискография
Албуми
| Година | Име                                              |
| ------ | ------------------------------------------------ |
| 1994   | No Quarter: Jimmy Page and Robert Plant Unledded |
| 1997   | Rainer Ptacek                                    |
| 1998   | Walking into Clarksdale                          |

Сингли
| Година | Име                            |
| ------ | ------------------------------ |
| 1994   | The Battle of Evermore (промо) |
| 1994   | Four Sticks (промо)            |
| 1994   | Gallows Pole                   |
| 1994   | Kashmir (промо)                |
| 1995   | Thank You (промо)              |
| 1995   | Wonderful One                  |
| 1998   | Most High                      |
| 1998   | Shining in the Light           |
| 1998   | Sons of Freedom (промо)        |

Видео
| Година | Име                                              |
| ------ | ------------------------------------------------ |
| 2004   | No Quarter: Jimmy Page and Robert Plant Unledded |